# ريال مدريد موسم 1965–66
موسم 1965–66 هو الموسم الثالث والستين لنادي ريال مدريد لكرة القدم والموسم الرابع والثلاثين على التوالي للنادي في الدوري الإسباني الممتاز.